# پاول ریختر
پاول ریختر (چکی: Pavel Richter؛ زادهٔ ۵ دسامبر ۱۹۵۴) بازیکن هاکی روی یخ اهل چکسلواکی بود.